# كايل مارتينو
كايل هانتر مارتينو (بالإنجليزية: Kyle Hunter Martino)‏ (مواليد 19 فبراير 1981 في أتلانتا) لاعب كرة قدم أمريكي دولي معتزل كان يجيد اللعب في خط الوسط .

## روابط خارجية
- كايل مارتينو على موقع الدوري الأمريكي (الإنجليزية)
- كايل مارتينو على موقع قاعدة بيانات كرة القدم.إي يو (الإنجليزية)
- كايل مارتينو على موقع ناشيونال فوتبول تيمز (الإنجليزية)
- كايل مارتينو على موقع Soccerway.com (الإنجليزية)